# Der Baader-Meinhof-Komplex
Der Baader-Meinhof-Komplex ist ein Buch des Journalisten und ehemaligen Spiegel-Chefredakteurs Stefan Aust.
Das Buch wurde 1985 erstmals veröffentlicht. In weiteren Auflagen 1997, 2008, 2017 und 2020 erfolgten Aktualisierungen und Erweiterungen, insbesondere aufgrund der seit 1990 zugänglichen Akten des Ministeriums für Staatssicherheit. Im August 2008 erschien eine  eng am Buch orientierte Verfilmung von Uli Edel und Bernd Eichinger.
Austs Buch behandelt die frühe Geschichte der Rote Armee Fraktion (RAF) unter der Führung von Andreas Baader, Gudrun Ensslin und Ulrike Meinhof. Es gilt als die erste umfassende Dokumentation zur RAF. Der journalistische Stil des Buchs wurde teilweise kritisiert. Das Buch gilt bis heute als eine der wichtigsten und bekanntesten Beschreibungen der RAF und wird oftmals als Standardwerk zum Thema bezeichnet.
Der behandelte Zeitraum umfasst die Anfänge der RAF in den Jahren 1967/68 zur Zeit der Außerparlamentarischen Opposition, die Hinwendung der Protagonisten zum Terrorismus, den Stammheimer Prozess von Mai 1975 bis April 1977 sowie den Deutschen Herbst 1977 mit der Entführung Hanns Martin Schleyers, der Landshut-Entführung und dem kollektiven Suizid der inhaftierten Terroristen. Spätere Entwicklungen, vor allem die in den 1980er Jahren aktive so genannte „dritte Generation“ der RAF, werden nicht behandelt.

## Namensgebung
Noch vor der eigentlichen Gründung der RAF wurde beim Bundeskriminalamt eine Sonderkommission Terrorismus unter Leitung von Alfred Klaus gegründet. Der Buchtitel Der Baader-Meinhof-Komplex wurde geprägt von den damals mit den Ermittlungen betrauten Organen, die die Ermittlungen amtsintern so benannten.

## Verfilmung
Das Buch wurde 2007/08 von Regisseur Uli Edel und Produzent und Drehbuchautor Bernd Eichinger unter dem Titel Der Baader Meinhof Komplex verfilmt.